# Ubayd-Al·lah ibn Baixir
Ubayd-Al·lah ibn Baixir (o Buixayr) ibn al-Màhuz fou un líder kharigita azraquita. L'avi, Yazid ibn Musahik, era membre dels Banu Salit b. al-Hàrith b. Yarbu, dels Banu Tamim, i era conegut pel malnom d'al-Màhuz. Inicialment la família va donar suport a Abd-Al·lah ibn az-Zubayr (683), però el van abandonar quan aquest no va denunciar Uthman ibn Affan. En retornar a Bàssora, on vivien, juntament amb altres, van donar suport a la revolta de Nafi ibn al-Àzraq al-Hanafí al-Handhalí. Nafi va morir combatent el desembre de 684 o gener del 685 a la batalla de Dulab i la direcció de la revolta va recaure en Abd-Al·lah ibn Baixir ibn al-Màhuz, germà seu, però aquest va morir igualment en la mateixa batalla i llavors fou Ubayd-Al·lah qui va agafar el comandament; sota la seva direcció els azraquites van triomfar sobre la milícia de Bàssora i fou aclamat com a imam i amir al-muminim pels rebels. El juny o juliol del 685 va derrotar en la batalla de Daris (a la vora del riu Dujayl) a un altre exèrcit de Bàssora dirigit per Uthman ibn Ubayd-Al·lah ibn Úmar (germà del governador zubàyrida de Bàssora) que va morir en la lluita. Ubayd-Al·lah va establir el seu campament a Nah Tira i la seva gent va saquejar les ribes del riu Tigris properes a Bàssora. Llavors fou enviat contra els rebels al-Muhàl·lab ibn Abi-Sufra que va aconseguir derrotar a Ubayd-Al·lah a la batalla de Sillabra, a l'est del Dujayl (maig del 686), durant la qual Ubayd-Al·lah va morir. El va succeir el seu cosí Zubayr ibn al-Màhuz.